# Madonna Durán
La Madonna Durán (también conocida como la Virgen María de rojo, Virgen con el Niño dentro de hornacina o Madonna entronizada) es una pintura al óleo sobre tabla de roble, realizada entre 1435–1438 por el pintor flamenco Rogier van der Weyden. La pintura deriva de la Virgen María leyendo con el Niño, de Jan van Eyck y, posteriormente, también esta obra se convertiría en referencia para otros autores. La obra, actualmente en el Museo del Prado de Madrid, muestra a una serena Virgen María sentada, ataviada con un amplio manto y vestido largos y rojos con detalles dorados en los bordes. María mece al Niño Jesús, el cual está sentado en su regazo jugando con las hojas de un libro sagrado manuscrito en que descansan las miradas de ambas figuras. Sin embargo, a diferencia del trabajo anterior de Van Eyck, Van der Weyden no solo coloca a sus personajes dentro de un ábside gótico u hornacina -como había hecho en sus anteriores obras (Madonna de pie y Virgen con el Niño entronizados), sino que también los coloca sobre un zócalo que sobresale, consiguiendo enfatizar, de esta manera, la impresión escultórica.
Jesús aparece mucho más crecido que en otras pinturas contemporáneas de este tipo. Está lejos de ser un bebé, físicamente está más desarrollado, lo que el artista plasma con mucho realismo. Es, de hecho, un niño pequeño, sin la suavidad habitual de las representaciones del siglo XV de la Virgen y el Niño. La pintura se caracteriza por el aspecto escultórico que Van der Weyden a menudo utiliza y por su parecido en los colores con su Descendimiento de la Cruz de hacia 1435 (Madrid) y Retablo de Miraflores de hacia 1442-45 (Berlín).
La pintura fue adquirida en 1899 procedente del Palacio del Infante don Luis de Boadilla del Monte, por Pedro Fernández Durán, de quien adoptó el nombre por el cual es conocida. En 1930, fue legada por este coleccionista al Museo del Prado, donde hoy se conserva.

## Descripción
María está representada con una largo manto rojo con capucha y tocado blanco, con el Niño Jesús vestido con una camisa blanca sentado en su regazo. El Niño, con curiosidad, hojea y arruga las páginas del libro de oración, colocado en las rodillas de su madre. El libro se sitúa en el centro de la escena, para simbolizar la centralidad de la Palabra divina en la fe cristiana. Según el análisis del Prado, el libro representa una alusión a las "Sagradas Escrituras que anuncian la misión redentora de Cristo".
Un pequeño ángel con vestimenta gris oscura flota sobre la cabeza de María, sosteniendo una corona con perlas incrustadas destinada a ella, asumiendo su rol de Reina de los Cielos. Los pliegues del largo manto de la Virgen ocupan el espacio pictórico, ocultando su trono y cayendo hasta cubrir sus pies. Los personajes están enmarcados dentro de una simulada hornacina escultórica o ábside de tracería gótica, similar a la que también representó en su Descendimiento de la Cruz. Los arcos curvados de la hornacina repiten las líneas de la figura de María, que se inclina como protegiendo al niño. Estas líneas y los cálidos colores dan a la escena un sentido de armonía interna.

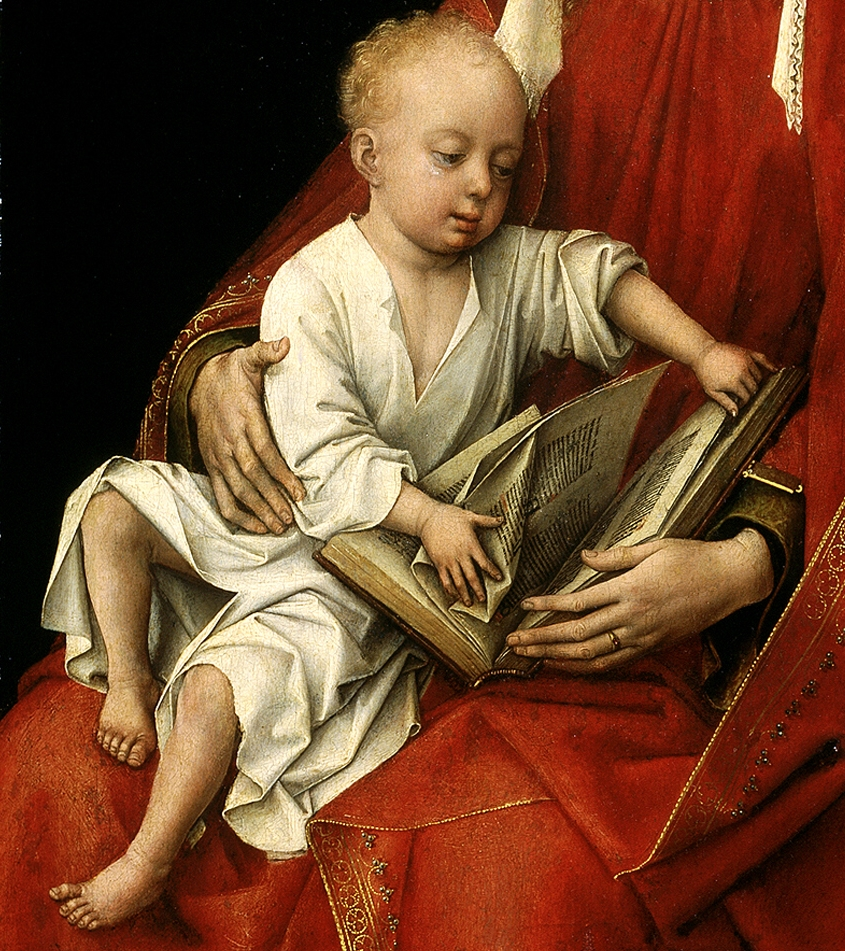
Detalle que muestra al Niño inquieto arrugando las páginas del libro.

Hasta mediados del siglo XX, todos los análisis histórico-artísticos hacían poco énfasis en la edad que representa tener Jesús, más avanzada de lo habitual en este periodo. Tampoco hacían hincapié en la importancia del manuscrito o la forma enérgica en la que Jesús parece hojearlo bajo la indulgente mirada de María. Más recientemente, sin embargo, historiadores del arte como Alfred Acres han resaltado la importancia de la libertad de movimiento y la interpretación naturalista del niño como un ejemplo deliberadamente elegante y serio de trabajo, sobre todo en una obra como ésta, de un pintor consciente de sí mismo y compositivamente comprometido como Van der Weyden. Acres cree que el libro es fundamental para comprender la pintura, resaltando su perfecta centralidad en la tabla: es el centro de atención de ambas figuras, que lo sujetan con las manos y lo miran fijamente, a la vez que Jesús parece pasar las páginas del final al inicio. Su mano derecha arruga varias páginas a las que no presta atención, mientras con la mano izquierda, con más cuidado, parece a punto de pasar la esquina izquierda de la página opuesta. Se ha podido comprobar que el libro está abierto mirando hacia María.
Era habitual incluir los libros sagrados en las representaciones de la Virgen María en la pintura norteña del siglo XV. Generalmente, transmite la idea de la Virgen María como una representación del aprendizaje o de la sabiduría; ahora bien, en ninguna otra pintura contemporánea las hojas se pasan con tal descuido, ni en sentido contrario al orden habitual de lectura. Acres sugiere que el niño pasa página hacia el Génesis 3, que describe la Caída del hombre, citando otros tres trabajos donde Van der Weyden articula de forma similar el tema de la Redención, incluyendo la Madonna de pie del Kunsthistorisches Museum, donde la Virgen está flanqueada por las figuras de Adán y Eva.

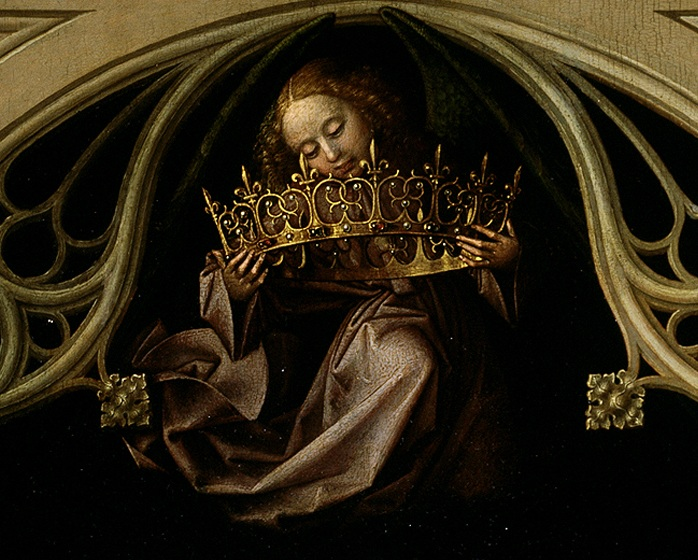
Detalle que muestra al ángel que flota en lo alto de la hornacina mientras sujeta la corona sobre la cabeza de María.

El historiador del arte Lorne Campbell cree que la pintura fue influida por la Virgen María y el Niño de Robert Campin -ahora en Frankfurt. Ambas pinturas representan el mismo ideal de belleza femenina y hacen uso de elegantes y amplias vestiduras. Campbell destaca que ambos trabajos muestran composiciones de líneas diagonales fuertes, con las figuras principales sobresaliendo en el primer plano central, casi en forma de trampantojo. La Madonna Durán es comparada a menudo con el Tríptico de Miraflores del mismo Van der Weyden, por el colorido del vestido de María y por el aspecto de relieve escultórico policromado similar al de este tríptico temprano. Además, el dibujo subyacente de la cabeza de María es muy similar al de la amablemente idealizada Madonna de su Díptico Froimont (posterior a 1460), ahora en el Museo de Bellas Artes de Caen. Debido a estas similitudes, la atribución a Van der Weyden no está en entredicho, a pesar de que se sabe que la obra fue copiada con frecuencia en España tras su traslado en algún momento del siglo XVI.
El fondo en negro fue añadido con posterioridad, probablemente a petición de un vendedor del siglo XVIII, en un intento de modernizar la pieza como obra de género y restar importancia a su temática religiosa. Una investigación mediante radiografía no ha permitido confirmarlo al no haberse podido encontrar ningún detalle o dibujo perdido bajo las gruesas capas de pintura negra añadidas.

## Efectos visuales

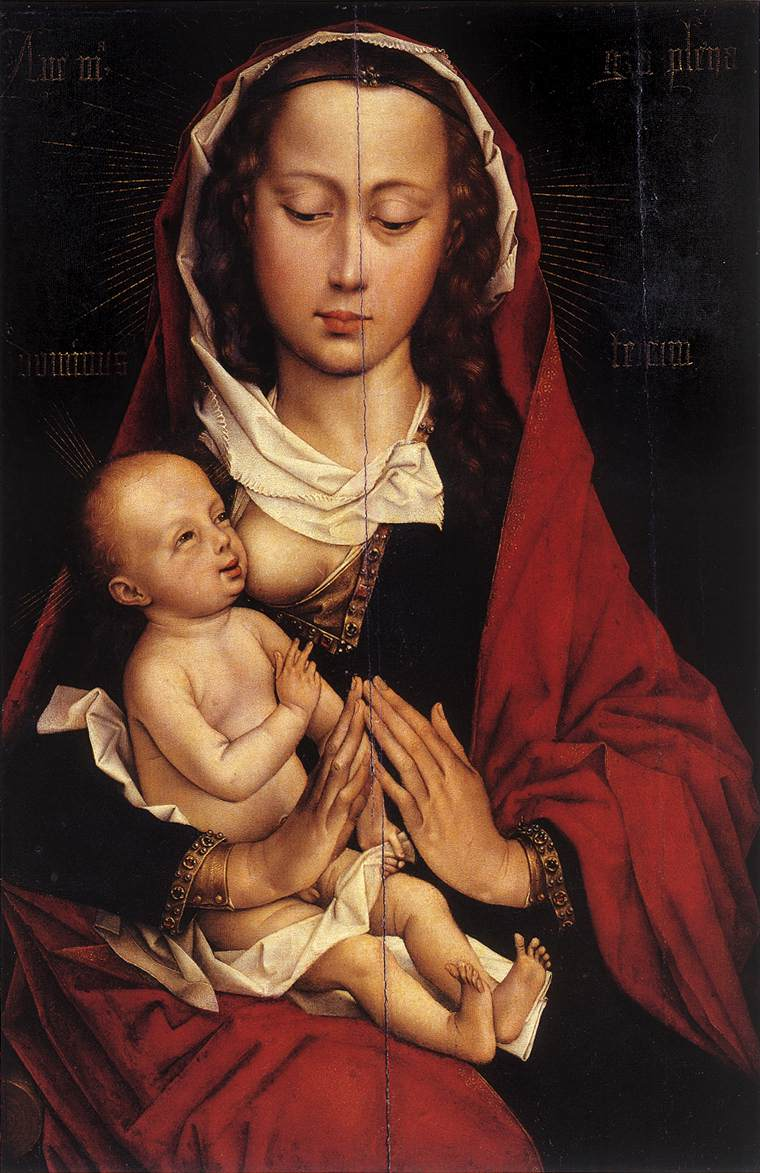
Izquierda del Díptico Froimont, posterior a 1460. Museo de Bellas artes de Caen

Van der Weyden representaba a menudo figuras realistas y voluminosas, situadas en espacios escultóricos superficiales en donde aparecen apretadas y a gran escala. El espacio llenado aquí por las figuras es indefinido y ambiguamente localizado. María y el Niño están sentados en una ménsula que sobresale, que con su tridimensionalitad da la impresión de que las figuras forman parte de un relieve en una obra de grandes dimensiones. Esto provoca una perspectiva vertiginosa y dislocada; es su particular sentido del espacio y de la colocación.
La pintura es un ejemplo temprano de la costumbre de Van der Weyden de representar sus figuras con la apariencia de esculturas policromadas, un efecto acentuado aquí por el fondo neutro. La tendencia de Van der Weyden a moverse entre la escultura y la pintura de forma ilusionista se puede ver de forma también destacada en su  Descendimiento de la Cruz. El historiador del arte Robert Nosow señala el aspecto arquitectónico del marco gótico y la forma en que las líneas de la Virgen y el Niño las hace parecerse a estatuas con vida. El historiador del arte Shirley Neilsen Blum escribe que los elementos escultóricos de imitación, "fuerzan bastante al espectador a enfrentarse continuamente a la aparente presencia real de dos medios, la escultura y la pintura... Rogier desafía la lógica y por eso realza la mágica calidad de la imagen. La divinidad se acentúa porque ha trascendido la definición de la técnica."